# Steblów (powiat kędzierzyńsko-kozielski)
Steblów (dodatkowa nazwa w j. niem. Stöblau; do 1996 Stebłów) – wieś w Polsce, położona w województwie opolskim, w powiecie kędzierzyńsko-kozielskim, w gminie Cisek.
W latach 1975–1998 wieś należała administracyjnie do województwa opolskiego.

## Nazwa
Inne formy nazewnicze wsi: Steblowitz, od 1845 również Steblów, Steblow.
| SIMC    | Nazwa     | Rodzaj     |
| ------- | --------- | ---------- |
| 0492925 | Brzozowa  | przysiółek |
| 0492931 | Byczynica | przysiółek |

## Historia
Folwark Steblowitz został założony około 1532. Do Steblowa należały folwarki Brzozowa i Byczynica. Od końca XVIII w. wieś posiadała pieczęć gminną, na której wizerunku przedstawiono widły w słup, za nimi skrzyżowane kosa z cepem.

## Zabytki
Do wojewódzkiego rejestru zabytków wpisany jest:
- zespół pałacowy, ul. Brzozowa 2:
  - Pałac w Steblowie, z l. 1854-56, 1910 r.
  - park, z ok. poł. XIX w.